# António André
António André dos Santos Ferreira genannt António André (* 24. Dezember 1957 in Vila do Conde) ist ein ehemaliger portugiesischer Fußballspieler.

## Spielerkarriere

### Verein
António André stammt aus einer Fischersfamilie aus Vila do Conde. Er begann seine fußballerische Laufbahn als Jugendlicher beim heimatlichen Club Rio Ave FC. 1978 erhielt er seinen ersten Profivertrag bei Varzim SC. Der 1,71 m große defensive Mittelfeldspieler arbeitete weiterhin mit seiner Familie in der Fischerei und brachte es in sechs Jahren bei Varzim auf 104 Einsätze, wobei er 19 Tore erzielte. Mit Varzim stieg der Defensivspieler nach Ablauf der Saison 1980/81 in die zweite Liga ab, schaffte aber den sofortigen Wiederaufstieg. Nach zwei Klassenerhalten wechselte André im Sommer 1984 zum nationalen Spitzenklub FC Porto. Nach anfänglichen Problemen und Verletzungspech etablierte sich der Mittelfeldspieler beim FCP. In den folgenden neun Jahren gewann er mit Porto insgesamt 19 Titel. Höhepunkt war der Gewinn des Europapokals der Landesmeister 1987. Auf dem Weg zum Endspiel setzte man sich unter anderem gegen Teams wie Brøndby IF und Dynamo Kiew durch, ehe das Team im Finale gegen den FC Bayern München gegenübertrat. André wurde von Trainer Artur Jorge über die volle Spielzeit auf dem Feld gelassen und verhalf somit seinem Team zum 2:1-Erfolg und damit ersten Titel in diesem Wettbewerb. 1992 verpflichtete der Klub Paulinho Santos, mit dem André fortan um einen Stammplatz kämpfte. Der sechzehn Jahre jüngeren Santos setzte sich schließlich durch. André beendete beim FC Porto seine Karriere 1995 im Alter von 37 Jahren. Unter dem damaligen Trainer Bobby Robson kam er nur noch selten zum Einsatz.

### Nationalmannschaft
In der portugiesischen Nationalmannschaft gab André sein Debüt 1985. Er brachte es insgesamt auf 20 Länderspiele und gehörte zum portugiesischen Kader bei der Weltmeisterschaft 1986 in Mexiko. André spielte im ersten Vorrundenspiel gegen England, das sein Team mit 1:0 gewann, und darauf bei der 0:1-Niederlage gegen Polen. Portugal schied nach der Vorrunde aus.

## Erfolge
- Aufstieg in die Primeira Liga: 1982
- Europapokal der Landesmeister: 1987
- UEFA Super Cup: 1987
- Weltpokal: 1987
- Portugiesischer Meister: 1984/85, 1985/86, 1987/88, 1989/90, 1991/92, 1992/93, 1994/95
- Taça de Portugal: 1987/88, 1990/91, 1993/94
- Supertaça Cândido de Oliveira:  1984, 1986, 1990, 1991, 1993, 1994

## Trainerkarriere
Nach Ende seiner Laufe wurde André in den Trainerstab des FC Porto aufgenommen und stand dabei vielen vergangenen Cheftrainern des Klubs als Assistent zur Seite. In diesem Posten gewann er unter José Mourinho 2004 die UEFA Champions League und im Jahr zuvor bereits den UEFA-Pokal.

## Privates
António André ist der Vater des portugiesischen Fußballnationalspielers André André.